# Sonet 20 (William Szekspir)

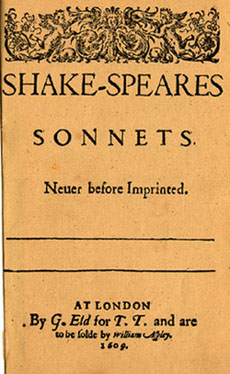
Strona tytułowa pierwszego wydania sonetów Shakespeare’a

Sonet 20 (Natury ręką tyś namalowany) – jeden z cyklu sonetów autorstwa Williama Shakespeare’a.

## Treść
W utworze tym podmiot liryczny porównuje tajemniczego młodzieńca do doskonalszej wersji kobiety – takiej, która nie zna fałszywości.